# Estúrmio
Santo Estúrmio (m. 779) ou Sturmius foi um monge beneditino germânico, discípulo de São Bonifácio. Em 744, sob a direção do mestre, Estúrmio fundou e foi o primeiro abade da Abadia de Fulda, que viria a ser uma das mais importantes casas monásticas da Idade Média alemã.